# RuPauls dragrace: UK
RuPauls dragrace: UK är en brittisk-amerikansk dokusåpa, TV-tävling och underhållningsprogram, vars första säsong hade premiär 3 oktober 2019. Programmet är en direkt fortsättning på formatet hos den amerikanska förlagan RuPauls dragrace, där dragqueens tävlar om att vinna titeln "Storbritanniens första dragrace-superstjärna". Serien är en samproduktion av BBC och World of Wonder.

## Deltagare
Ålder, namn, och angivna hemstäder gäller för tiden vid programmets filmande.
| Deltagare       | Ålder | Namn           | Hemstad        | Placering  |
| --------------- | ----- | -------------- | -------------- | ---------- |
| Baga Chipz      | 29    | Leo Loren      | London         | ej avgjort |
| Blu Hydrangea   | 23    | Joshua Cargill | Belfast        | ej avgjort |
| Cheryl Hole     | 25    | Luke Underwood | Essex          | ej avgjort |
| Crystal         | 34    | Colin Munro    | London         | ej avgjort |
| Divina de Campo | 35    | Owen Farrow    | West Yorkshire | ej avgjort |
| Gothy Kendoll   | 21    | Sam Handley    | Leicester      | ej avgjort |
| Scaredy Kat     | 19    | ej angivet     | Wiltshire      | ej avgjort |
| Sum Ting Wong   | 30    | Bo Zeng        | Birmingham     | ej avgjort |
| Vinegar Strokes | 35    | Daniel Jacob   | London         | ej avgjort |
| The Vivienne    | 27    | James Williams | Liverpool      | ej avgjort |